# Raukaua
Raukaua es un género de plantas dicotiledóneas, de la familia de la Hedera y del  ginseng, Araliaceae. La representan 9 especies.
Son endémicas de Nueva Zelanda.
Sin embargo, algunas autoridades incluyen dos especies endémicas en el sur de Chile y la Argentina en Raukaua, a saber, R. laetevirens , un pequeño árbol, y R. valdiviensis , una vid leñosa de los templados  bosques tropicales valdivianos.
El nombre del género se deriva de R. edgerleyi (nombre maorí "Raukawa"), las hojas de las cuales son utilizadas por los maoríes para producir un aceite perfumado.  

## Taxonomía
El género fue descrito por Berthold Carl Seemann y publicado en Journal of Botany, British and Foreign 4: 352. 1868.

## Especies
- Raukaua anomalus
- Raukaua edgerleyi
- Raukaua gunnii
- Raukaua laetevirens
- Raukaua parvus
- Raukaua serratus
- Raukaua simplex
- Raukaua valdiviensis